# Шрайбер, Роберт
Роберт Д. Шрайбер (Robert D. Schreiber; род. 1946, Рочестер, Нью-Йорк) — американский иммунолог, пионер в области онкологической иммунологии. 
Член Национальной академии наук США (2013), доктор философии, заслуженный профессор школы медицины Университета Вашингтона в Сент-Луисе. Лауреат премии Бальцана (2017) и других отличий.

## Биография
Обучался биохимии и иммунологии в Университете штата Нью-Йорк в Буффало и получил там в 1973 году докторскую степень. Являлся постдоком по молекулярной иммунологии в Scripps Research Institute, после чего поступил туда в штат. С 1985 года в Университете Вашингтона в Сент-Луисе, ныне заслуженный именной профессор (Andrew M. and Jane M. Bursky Distinguished Professor) его школы медицины. С 1998 года руководитель программы по иммунологии опухолей в Alvin J. Siteman Cancer Center. Ассоциированный директор научного консультативного совета Института исследований рака (CRI).
Старший советник биотехнологической компании Jounce Therapeutics, соучредитель биотехнологической компании Igenica, Inc.
Шеф-редактор журнала AACR Cancer Immunology Research (с 2015), прежде его старший редактор.
Член Американской академии искусств и наук (2010), Американской ассоциации содействия развитию науки (1996), Академии Американской ассоциации исследований рака (2019).
Автор более 300 публикаций.

## Награды
- Milstein Award, International Society for Interferon and Cytokine Research (1996)[4]
- Marie T. Bonazinga Award for Excellence in Leukocyte Biology Research (1998), высшая награда Society of Leukocyte Biology
- Премия Вильяма Коли Института исследований рака (2001)
- Charles Rodolphe Brupbacher Preis[нем.] одноименного фонда (2007, совместно с Lloyd J. Old[англ.] и Mark J. Smyth[нем.])[5]
- Distinguished Investigator Award, школа медицины Университета Вашингтона в Сент-Луисе (2008)[6]
- Carl and Gerty Cori Faculty Achievement Award, Университет Вашингтона в Сент-Луисе (2008)[6]
- AACR-CRI Lloyd J. Old Award in Cancer Immunology[англ.] (2014)[7]
- Премия Бальцана соответствующего международного фонда (2017, совместно с Джеймсом Эллисоном)[8]